# Drugstore
A Drugstore é uma banda britânica de rock alternativo liderada pela baixista, vocalista e compositora brasileira, Isabel Monteiro.
A banda foi formada em em 1993 por Monteiro, pelo baterista americano Mike Chylinski e pelo britânico Dave Hunter.
A inspiração para o nome da banda veio do filme Drugstore Cowboy, do diretor americano Gus Van Sant.

## História
A banda Drugstore foi formada em Londres, em 1993 pela brasileira Isabel Monteiro, quando dividia um apartamento com o norte-americano Mike Chylinski.
Pouco antes do seu primeiro lançamento, Hunter foi substituído por Daron Robinson.
O primeiro single, Alive, que foi lançado pelo próprio selo independente da banda( Honey Records), foi muito bem recebido pela crítica (Melody Maker, Q e NME single of the week) e colocou a banda no mapa.
Poucos meses após o lançamento, eles assinaram com a gravadora Go!Discs.
A banda ganhou maior notoriedade no ano seguinte no Phoenix Festival, seguido por apresentações nos festivais de Reading e Glastonbury. A banda logo
em seguida seria convidada a abrir turnês de Radiohead, Tindersticks, Smashing Pumpkins, Jeff Buckley e The Jesus and Mary Chain, entre outros.
Após a venda da Go!Discs para a PolyGram, a banda lançou seu segundo álbum, White Magic for Lovers pela Roadrunner Records, em 1998.
A banda ficou mundialmente conhecida através do novo disco, com o single  El Presidente, que conta com participação de Thom Yorke do Radiohead, que recebeu muita exposição na MTV e nas rádios.
O Drugstore teve uma importante participação em um protesto em Londres, o qual pedia a extradição do general Augusto Pinochet, ex-ditador do Chile. Sua canção El Presidente é dedicada ao ex-presidente chileno Salvador Allende, deposto num golpe de Estado em 1973 em que Pinochet teve um papel crucial.
O terceiro álbum, Songs for the Jet Set, foi lançado pela GlobalWarming Records em 2001, seguido por uma compilação de faixas adicionais em 2002, a Drugstore Collector Number One (compilação de lados b e out-takes).
A música da banda Drugstore foi destaque em quatro trilhas sonoras de filmes. A faixa Superglider foi usado em All Over Me e House of America, ambos lançados em 1997. A faixa Fader aparece em destaque nos créditos do filme Cherry Falls 2000. Old Shoes, originalmente escrito e gravada por Tom Waits, foi usado no filme de 2004, East of Sunset. A música da banda também foi trilha em toda a série da BBC This Life, do produtor Ricky Gervais.
No início de 2010, Monteiro anunciou uma renovada formação, que foi revelada em um show com ingressos esgotados, no Instituto de Artes Contemporãneas (ICA), em Londres, em maio de 2010.
No verão de 2010, a banda tocou no Glastonbury Festival, para a ONG “Attitude is Everything” e no Secret Garden Party Festival.
Em Outubro de 2010 a banda assinou um novo contrato com uma gravadora de Londres, selo independente Rocketgirl, que já lançou trabalhos de Robin Guthrie, Television Personalities, Tindersticks, A Place to Bury Strangers e outros.
Em 2011 a banda se apresentou no Festival CXCWest e com um show esgotado em St Giles Church, em Londres.
O último álbum da banda, intitulado Anatomy, foi lançado em setembro de 2011 pelo selo independente Rocket Girl.
Em 2012, a banda fez uma turnê pela Inglaterra, tocando fora de Londres pela primeira vez em 10 anos, com shows no famoso e histórico Trades Club, em Hebden Bridge, e também no Norwich Arts Centre, na cidade de Norwich.
Em Janeiro de 2013 a banda retorna ao palco com um showesgotado na belíssima igreja de St Pancras Old Church, em Londres.
Em Março de 2013 a banda assina contrato com a gravadora Cherry Red Records, para o lançamento do LP 'Best Of', uma compilação que reune as melhores composições da banda, e que foi lançado em Setembro de 2013.
2015 - Isabel Monteiro retorna ao Brasil e está planejando uma série de apresentações especiais, acompanhada de músicos brasileiros.

## Discografia

### Álbuns
- 1995 - Drugstore (álbum)|Drugstore - UK #31
- 1998 - White Magic for Lovers - UK #45 (inclui El President - UK #20)
- 2001 - Songs for the Jet Set
- 2002 - Drugstore Collector Number One (coletânea de b-sides e extras)
- 2011 - Anatomy
- 2013 - The Best of Drugstore

### Singles
- "Alive" (1993) - [Honey Records HON1]
- "Modern Pleasure" (1993) - [Rough Trade Singles Club 45REV 24]
- "Starcrossed" (1994) - [Honey Records HONCD3 Go! Discs 857709-2]
- "Nectarine" (1995) - [Honey Records HONCD4 Go! Discs - 857891-2]
- "Solitary Party Groover" (1995) - [Honey Records HONCD6 Go! Discs - 857965-2]
- "Fader" (1995) - UK #75 -  [Honey Records HON7]
- "Injection" (1995) - [Honey Records HON8]
- "Mondo Cane" (1996) - [Honey Records HON10]
- "El President" (1998) - UK #20 - [Roadrunner]
- "Sober" (1998) - UK #68 - [Roadrunner]
- "Say Hello" (1998) - [Roadrunner]
- "I Wanna Love You Like a Man" (2000) - [Global Warming]
- "Baby Don't Hurt Yourself" (2001)
- "Song for the Lonely" (2001) - [Global Warming]
- "Sweet Chili Girl" (2011) - [rocket girl]
- "Standing Still" (2011) - [rocket girl]

### Lançamentos para o Fanclube
- "Driving" ( 7 inch Natal de 1994, edição limitada â 1000 cópias, Honey Records HON5)
- "Xmas at the Drugstore" (7 inch Natal de 1995, Honey Records DXMAS95)

### Gravações extras
- A banda também participou de várias coletâneas musicais, com destaque a série Volume.